# Domenico Fioravanti

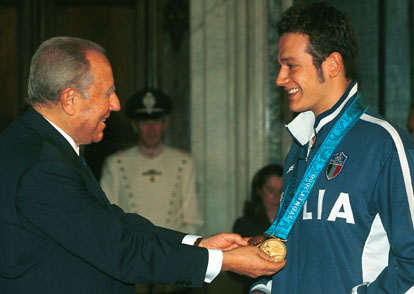
Domenico Fioravanti mit Italiens Staatspräsident Ciampi (2000)

Domenico Fioravanti (* 31. Mai 1977 in Novara) ist ein ehemaliger italienischer Schwimmer.
Er gehört zu den erfolgreichsten italienischen Schwimmern überhaupt. Bei den Olympischen Sommerspielen 2000 in Sydney wurde er über 100 m und 200 m Brust jeweils Olympiasieger. Damit war er der erste italienische Schwimmer, der olympisches Gold gewann. Zuvor war er bei Europameisterschaften 1999 und 2000 jeweils Europameister über 100 m Brust geworden. Wegen Herzproblemen musste er 2004 seine Karriere beenden.

## Auszeichnungen
- Italiens Sportler des Jahres (La Gazzetta dello Sport): 2000
- International Swimming Hall of Fame: 2012[1]